# Buasjön (Karl Gustavs socken, Västergötland)
Buasjön är en sjö i Varbergs kommun i Västergötland och ingår i Viskans huvudavrinningsområde. Sjön har en area på 0,181 kvadratkilometer och ligger 50,1 meter över havet. Sjön avvattnas av vattendraget Lillån.

## Delavrinningsområde
Buasjön ingår i det delavrinningsområde (635340-130245) som SMHI kallar för Mynnar i Fävren. Medelhöjden är 73 meter över havet och ytan är 6,52 kvadratkilometer. Räknas de 2 avrinningsområdena uppströms in blir den ackumulerade arean 47,31 kvadratkilometer. Lillån som avvattnar avrinningsområdet har biflödesordning 3, vilket innebär att vattnet flödar genom totalt 3 vattendrag innan det når havet efter 35 kilometer. Avrinningsområdet består mestadels av skog (56 procent) och jordbruk (25 procent). Avrinningsområdet har 0,23 kvadratkilometer vattenytor vilket ger det en sjöprocent på 3,5 procent.